# Daniel-Henry Kahnweiler
Daniel-Henry Kahnweiler (Mannheim, 25 de juny de 1884 - París, 11 de gener de 1979) va ser un escriptor, col·leccionista i marxant d'art alemany nacionalitzat francès el 1937, promotor del moviment cubista als anys 1910 i 1920.

## Biografia
Fill de burgesos rics, es va criar a Stuttgart, on, en contacte amb el seu besoncle, Joseph Goldscheider, es va iniciar durant llargs passeigs a la pintura i la música. Durant l'adolescència va visitar els principals museus europeus, descobrint Boucher, Chardin, Rembrandt i, sobretot, Cranach. Als 18 anys vivia a París, on va descobrir l'impressionisme. Es va fixar especialment en Cézanne, albirant el començament d'una nova pintura. Aviat es va convèncer que volia ser un marxant d'art: «no un creador, sinó més aviat (...), un intermediari en un sentit relativament noble». Ambroise Vollard i Paul Durand-Ruel serien els seus guies, els seus mestres.
Es va convertir en el marxant i promotor dels quatre principals artistes del cubisme: Pablo Picasso, Georges Braque, Juan Gris i André Derain. Va ser el primer, al costat de Wilhelm Uhde, a percebre la ruptura i la força de Les senyoretes del carrer d'Avinyó, obra fundadora del cubisme que va veure al juliol de 1907 al taller de Bateau-Lavoir. Més endavant inauguraria la Galerie Simon, que posteriorment seria coneguda com a Galeria Louise Leiris.

## Obres de Kahnweiler
- Huit entretiens avec Picasso (1933-1952), revista Le Point, n° 42, octubre de 1952.
- Entretiens avec Picasso au sujet des «Femmes d'Alger» (1955), revista Aujourd'hui, art et architecture, n° 4, setembre de 1955.
- Six entretiens avec Picasso (1933-1948), revista Quadrum, n° 2, novembre de 1956.
- Entretiens avec Francis Crémieux, colección Mes galeries et mes peintres, Gallimard, París, 1961.
- My Galleries and Painters, Thames & Hudson, 1971.